# گردنه دولون
گردنه دولون (به لاتین: Dolon Pass) یک گردنه در قرقیزستان است که در نارین، قرقیزستان واقع شده‌است. گردنه دولون ۳٬۰۳۰ متر بالاتر از سطح دریا واقع شده‌است.